# Таранівська волость
Таранівська волость — адміністративно-територіальна одиниця Зміївського повіту Харківської губернії.
На 1862 рік до складу волості входили:
- слобода Таранівка;
- слобода Гомільша;
- слобода Дудківка;
- хутір Коробів;
- поселення Западенька;
- поселення Пасіки;

Найбільші поселення волості станом на 1914 рік:
- слобода Таранівка — 8734 мешканців.
- село Гомільша — 1385 мешканців.
- село Дудківка — 1010 мешканців.